# Hit Mania Champions 2013
Hit Mania Champions 2013 è una compilation di artisti vari facente parte della serie Hit Mania e uscita nei negozi il 19 marzo 2013, raggiungendo la posizione numero 4 in classifica.
La compilation è mixata dal dj Mauro Miclini.

## Tracce
1. Lykke Li – I Follow Rivers (The Magician Rmx)
2. Ben Pearce – What I Might Do
3. Avicii & Nicky Romero – I Could Be the One
4. Jutty Ranx – I See You
5. Kesha – Die Young
6. Swedish House Mafia – Don't You Worry Child (feat. John Martin)
7. Ola – I'm in Love
8. Pitbull – Feel This Moment (feat. Christina Aguilera)
9. Elen Levon – Dancing to the Same Song
10. DJ Antoine vs. Mad Mark – Bella Vita
11. Bingo Players – Get up (Rattle) (feat. Far East Movement)
12. Molella – Even In The Rain
13. Justin Bieber – Beauty and a Beat (feat. Nicki Minaj)
14. Disclosure – Latch (feat. Sam Smith)
15. Icona Pop – I Love it
16. Dr. Bellido – Señorita (feat. Papa Joe)
17. Stereolizza – Go Back to Your Mama
18. Zedd – Clarity (feat. Foxes)
19. P!nk – Try
20. Rihanna – Diamonds
21. Mika – Stardust
22. Maroon 5 – Daylight
23. Fabri Fibra – Pronti, partenza, via!
24. Il Cile – Le parole non servono più